# Southampton Castle
Southampton Castle var en middelalderborg, der lå i byen Southampton, Hampshire, England. Den blev opført efter den normanniske erobring af England og lå i det nordvestlige hjørne af byen med udsigt til floden Test. Det var oprindeligt en motte and bailey-fæstning i træ, men i slutningen af 1100-tallet var den kongelige borg stort set blev genopført i sten, og den spillede en vigtig rolle i vinhandel fra Southhamptons havn. 
I slutningen af 1300-tallet forfaldt borgen, men frygten for franske plyndringstogter i 1370'erne fik Richard 2. til at gennemføre en omfattende renovering. Dette resulterede i en stærk borg, og en af de første i England, der var udstyret med en kanon. Borgen forfaldt igen i 1500-tallet, og blev solgt til privat i 1618. Efter at være blevet brugt til forskellige formål, inklusive opførslen af en herregård i nygotisk stil i 1800-tallet, blev området ryddet og der blev opført nye bygninger på stedet.
Der er kun få dele af den oprindelige borg, som endnu er synlige.